# コーチ屋
コーチ屋（コーチや、コーチヤともいう）とは、公営競技の施行場内外や場外投票券発売所で、投票券に関する自分の予想を教えたり買い目を指示するなどの行為を装い、客から金を詐取することを行う者を指す。
場内にいる場立ちの予想屋はその場の主催者が公認しているが、コーチ屋は非公認であり、詐欺罪で検挙された例もあるという。

## 古典的手法
手口の代表的なものとして、施行場内外にいる客に「今日は儲かっている」などと話しかけ（その際に札束などを服のポケットから、いかにも勝った金のように見せる）、興味を持った客に投票券の買い目を教える。
買い目を教えてもらった場合、そのコーチ屋はその客をマークしていて、もしその買い目が当たった場合はどこからともなく現れ、配当金からコーチ料と称する金を請求する。外れた場合は知らんふりをし、後刻出くわしてしまったときには「買ったのはあなたの自己責任だ」などといってとぼける。確実に儲けるため、複数の客に別々の買い目を伝えることもしばしばある。
なかには「私が買いに行ってあげよう」などと言って客から金を預かったふりをしてそのまま逃げてしまうこともある。コーチ屋詐欺ともいわれる。

## 新しい手法
主催者側が、古典的手法のコーチ屋の手口を注意し警告を発するようになったことから、1980年代以降に巧妙化、かつ強引な手口が多くなった。

### 悪質な手法
日本中央競馬会の雑誌『優駿』に掲載された注意喚起によれば、検挙に至った悪質なコーチ屋はグループで「誘い役」「サクラ役」「先生役」「金の貸し役」といった役割分担をしているという。コーチ料を取る代わりに投票券の資金を立て替え（ただし代わりに投票券を買いに行くふりをするだけ）、あとで強引な取り立てを行う。注意喚起ではコーチ屋は「悪質なサギ集団」「暴力行為の常習者」と断じられている。

### その他の手法
その他の新しい手法は以下のとおり。
- 公営競技場へ向かう路上で予想を行い、客（カモ）を引きつけ予想代金を請求する。
- 一般のチラシ、ティッシュ配布と見せかけて予想紙を渡し、予想代金を請求する。
- 選手や馬主、調教師など公営競技の関係者の名を騙り、客に近づき「確実な情報だ」「八百長レースがある」などと声をかける。投票券を購入させ、当たった場合、予想代金を請求する。外れた場合は行方をくらます。
- 電話などで資産家や上場企業役員（上場企業社長など）を騙り、別の大口の商取引をちらつかせながら客に近づき、強引に巨額の投票券を購入させ、当たった場合、予想代金を請求する。外れた場合は行方をくらます。
- 「あ、ひさしぶり」などと知り合いを装い、「もしはずれたら、負けた分の金は返してやる。元本保証だ」などと言い、高額の投票券を購入させ、当たった場合、予想代金を請求する。外れた場合は行方をくらます。